# Trametes nivosa
Trametes nivosa är en svampart som först beskrevs av Miles Joseph Berkeley, och fick sitt nu gällande namn av William Alphonso Murrill 1907. Trametes nivosa ingår i släktet Trametes och familjen Polyporaceae.   Inga underarter finns listade i Catalogue of Life.